# Mühlen, Steiermark
Mühlen är en ort och kommun i  distriktet Murau i förbundslandet Steiermark i Österrike.
Kommunen består av fyra orter (Ortschaften) (inom parentes invånarantal 1 januari 2024):
- Jakobsberg (197)
- Mühlen (298)
- Noreia (84)
- Sankt Veit in der Gegend (286)